# Симетријски адаптиран базис
Симетријски адаптирани базис или стандардни базис (користи се и скраћеница САБ) у теорији група је базис у унитарном простору H у ком матрице унитарних редуцибилних репрезентација имају квазидијагонални облик. При разлагању редуцибилне репрезентације у симетријски адаптираном базису, коефицијенти разлагања су управо иредуцибилне репрезентације на које се дата редуцибилна репрезентација разлаже.
Фактичко разлагање је техника разлагања редуцибилних репрезентација која се своди на налажење симетријски адаптираног базиса. Овај проблем је решио мађарски научник Еуген Вигнер.

## Дефиниција
Симетријски адаптирани базис је базис {\displaystyle |\mu t_{\mu }m>,(\mu \in {1,\dots ,p};t_{\mu }\in {1,\dots ,a_{\mu }};m\in {1,\dots ,|\mu |};)} унитарног простора Н за који важи:
{\displaystyle D(g)|\mu t_{\mu }m>=\sum _{m'=1}^{|\mu |}D_{mm'}^{(\mu )}(g)|\mu t_{\mu }m'>}